# Esolus angustatus
Esolus angustatus är en skalbaggsart som först beskrevs av Müller 1821.  Esolus angustatus ingår i släktet Esolus, och familjen bäckbaggar. Enligt den svenska rödlistan är arten nationellt utdöd i Sverige. . Arten har tidigare förekommit i Götaland men är numera lokalt utdöd. Artens livsmiljö är sjöar och vattendrag.